# François De Vries
François De Vries (* 21. August 1913 in Deurne, Provinz Antwerpen; † 16. Februar 1972 ebenda) war ein belgischer Fußballspieler auf der Position eines Stürmers. Er nahm an der Fußball-Weltmeisterschaft 1934 teil.

## Karriere

### Verein
De Vries kam als Jugendspieler zu Royal Antwerpen, wo er mehrere Jugendmannschaften durchlief. Im Februar 1930 debütierte er als Stürmer in der ersten Mannschaft des Klubs und erspielte sich bereits nach kurzer Zeit einen Stammplatz. 1931 gewann er die belgische Meisterschaft. In den folgenden beiden Spielzeiten wurde er mit seinem Klub jeweils Zweiter.
Aufgrund des Ausbruchs des Zweiten Weltkriegs musste er seine Karriere bis September 1941 unterbrechen. Er schloss sich dem damaligen Zweitligisten RCS La Forestoise an, mit dem er in seiner ersten Saison auf Anhieb den Zweitliga-Titel gewann und in die höchste Spielklasse aufstieg. La Forestoise beendete die folgenden Spielzeiten bis zum Abstieg 1947 im Mittelfeld der Tabelle. 1949 stieg La Forestoise in die dritte Division ab. Nach einem weiteren Abstieg in die vierte Division beendete De Vries 1952 seine aktive Laufbahn.

### Nationalmannschaft
Zwischen 1934 und 1938 bestritt De Vries sieben Spiele für die belgischen Nationalmannschaft.
Er wurde ohne vorherigen Länderspieleinsatz in das belgische Aufgebot für die Fußball-Weltmeisterschaft 1934 in Italien berufen. De Vries debütierte bei der 2:5-Niederlage gegen Deutschland, dem einzigen Spiel der Belgier während des Turniers.
In seinem siebten und letzten Länderspiel am 13. März 1938 gegen Luxemburg im Rahmen der Qualifikation für die Fußball-Weltmeisterschaft 1938 erzielte er sein einziges Länderspieltor. Obwohl er durch seinen Treffer maßgeblich zu der erfolgreichen Qualifikation für die Endrunde der Weltmeisterschaft beigetragen hatte, wurde De Vries nicht mehr für den belgischen Kader berücksichtigt.

## Erfolge
- Belgischer Meister: 1931